# Городище (Звягельський район)
Городи́ще — село в Україні, у Новоград-Волинській міській територіальній громаді Звягельського району Житомирської області. Чисельність населення становить 219 осіб (2001).

## Населення
Наприкінці 19 століття в селі налічувалася 214 осіб, дворів — 87, у 1906 році — 167 мешканців, дворів — 33, у 1910 році — 141 особа, у 1923 році — 220 мешканців, дворів — 49.
Відповідно до результатів перепису населення СРСР, кількість населення станом на 12 січня 1989 року становила 249 осіб. Станом на 5 грудня 2001 року, відповідно до перепису населення України, кількість мешканців села становила 219 осіб.

### Мова
Розподіл населення за рідною мовою за даними перепису 2001 року:
| Мова       | Кількість | Відсоток |
| ---------- | --------- | -------- |
| українська | 218       | 99.54 %  |
| російська  | 1         | 0.46 %   |
| Усього     | 219       | 100 %    |

## Історія
Біля села виявлено поселення скіфського періоду та давньоруське городище.
Засноване у 1840 році. Колишнє лютеранське поселення, лежало за 15 км північно-західніше Новограда-Волинського. Лютеранська парафія — Новград-Волинський.
У другій половині 19 століття — село Піщівської волості Новоград-Волинського повіту Волинської губернії. Лежало над річкою Церем, величезні насипні вали над якою свідчили про криваві бої з козацтвом, які точилися у 17 столітті. Колишня власність Любомирських-Звягельських, від яких перейшло до Вільнерів, котрі продали маєток тодішнім власникам Завадським. Селян — 55 осіб, земель селянських — 157 десятин, землі двірської — 421 десятина.
Наприкінці 19 століття — сільце Піщівської волості Новоград-Волинського повіту Волинської губернії, за 7 верст від Новограда-Волинського. Власність Завадських. Належало до православної парафії у Звягельських Пилиповичах, за 3 версти.
У 1906 році — сільце Піщівської волості (1-го стану) Новоград-Волинського повіту Волинської губернії. Відстань до повітового центру м. Новоград-Волинський становила 8 верст, до волосного центру с. Піщів — 13 верст. Поштове відділення — с. Дідовичі.
У 1914 році недалеко від села були вали городища. Фільварок належав Завадським, які володіли 358 десятинами землі.
У 1923 році увійшло до складу новоствореної Пилиповицької сільської ради, яка 7 березня 1923 року включена до складу новоутвореного Пищівського (згодом — Ярунський) району Житомирської (згодом — Волинська) округи. Розміщувалося за 14 верст від районного центру с. Піщів та за 3 версти від центру сільської ради с. Пилиповичі-Звягельські. 4 червня 1958 року, в складі сільської ради, передане до Новоград-Волинського району Житомирської області.
12 червня 2020 року, відповідно до розпорядження Кабінету Міністрів України № 711-р «Про визначення адміністративних центрів та затвердження територій територіальних громад Житомирської області», територію та населені Пилиповицької сільської ради включено до складу Новоград-Волинської міської територіальної громади Новоград-Волинського (згодом — Звягельський) району Житомирської області.